# Osmoderma subplanata
Osmoderma subplanata är en skalbaggsart som beskrevs av Thomas Casey 1915. Osmoderma subplanata ingår i släktet Osmoderma och familjen Cetoniidae. Inga underarter finns listade i Catalogue of Life.